# WM Motor Technology
WM Motor Technology war ein Hersteller von Elektroautos aus der Volksrepublik China.

## Unternehmensgeschichte
WM Motor Technology wurde im Januar 2015 von Freeman Shen gegründet. Benannt ist das Unternehmen und die zugehörige Marke Weltmeister (chinesisch: 威马) nach dem entsprechenden deutschen Wort. Diesen Namen wählte der Gründer, da er deutsche Ingenieure einstellen wollte. Im November 2016 begann das Unternehmen mit dem Bau einer Produktionsstätte im chinesischen Wenzhou. Bis zu 100.000 Fahrzeuge sollten dort jährlich gebaut werden können. Im April 2018 startete der Verkauf von Fahrzeugen in China mit dem SUV EX5. Der größere EX6 kam im November 2019 in den Handel. Das dritte Modell, der Weltmeister W6, wurde ab Januar 2021 gebaut. Die Mittelklasse-Limousine E.5 wurde im Mai 2021 vorgestellt. Über ihm positioniert ist der Weltmeister M7, der im Oktober 2021 vorgestellt wurde. Im Oktober 2023 meldete das Unternehmen in Folge von wirtschaftlichen Auswirkungen der COVID-19-Pandemie, steigenden Materialkosten und lückenhaften Lieferketten Insolvenz an.

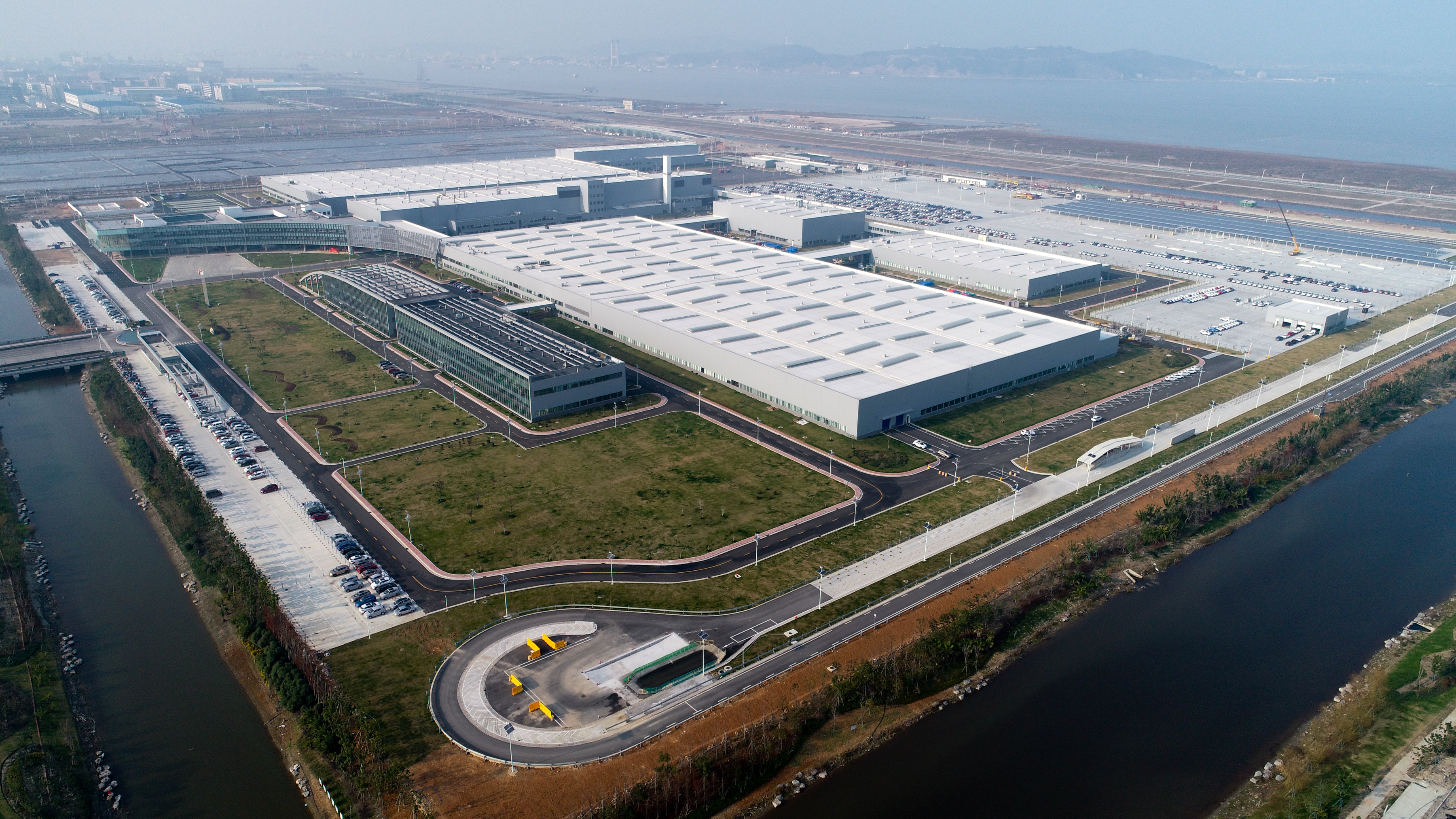
Produktionsstätte in Wenzhou
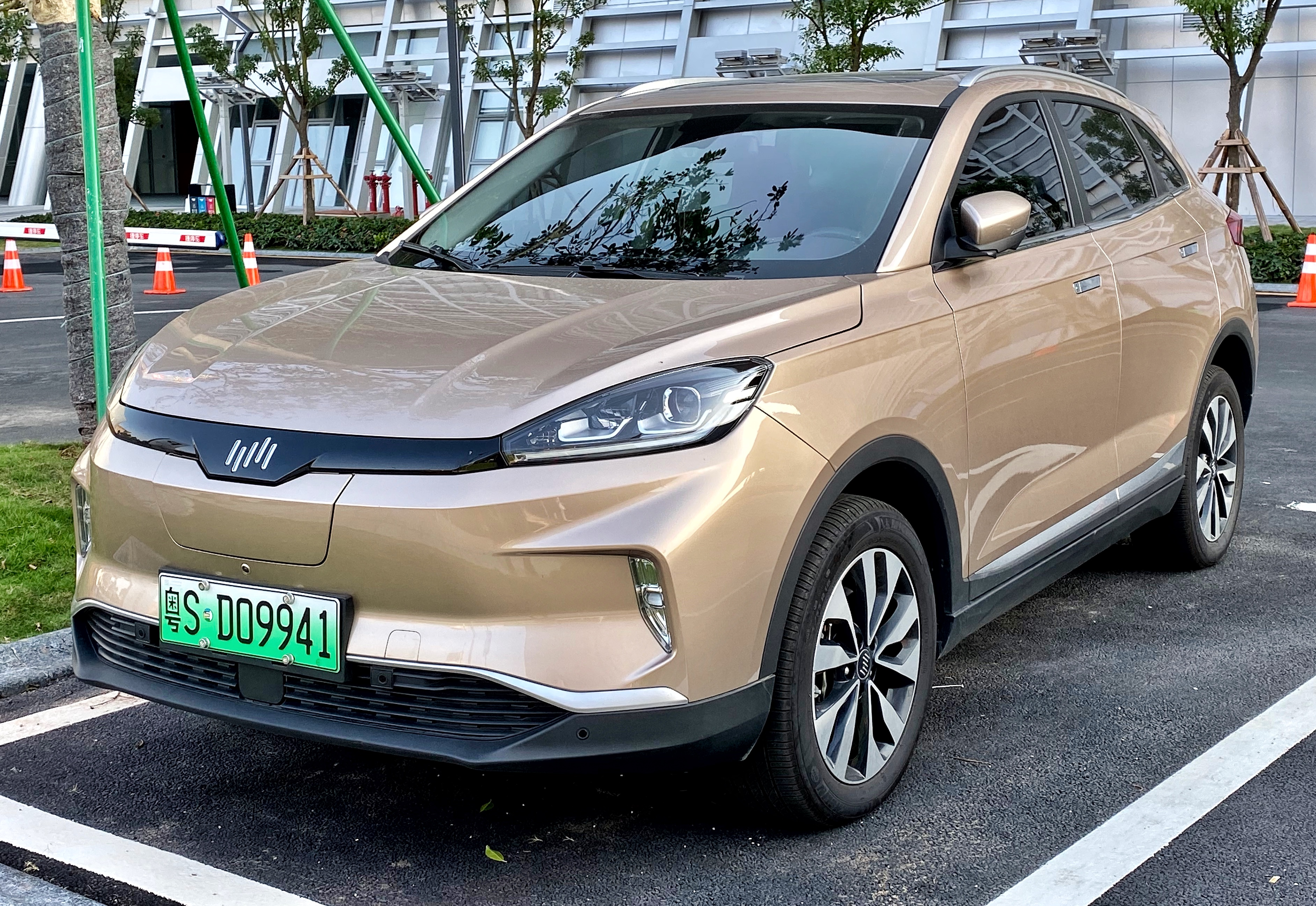
Weltmeister EX5 (2018–2022)
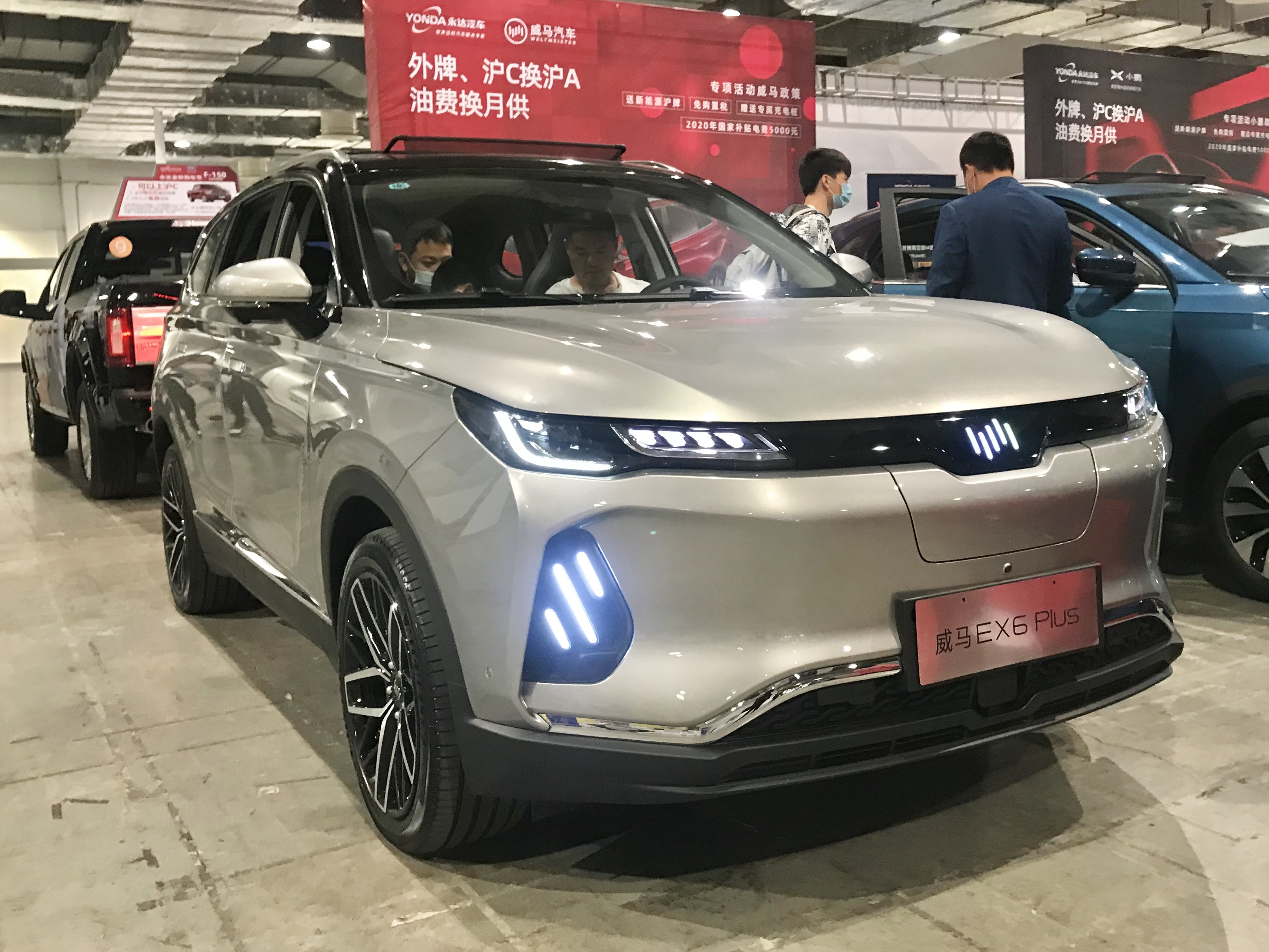
Weltmeister EX6 (2019–2021)
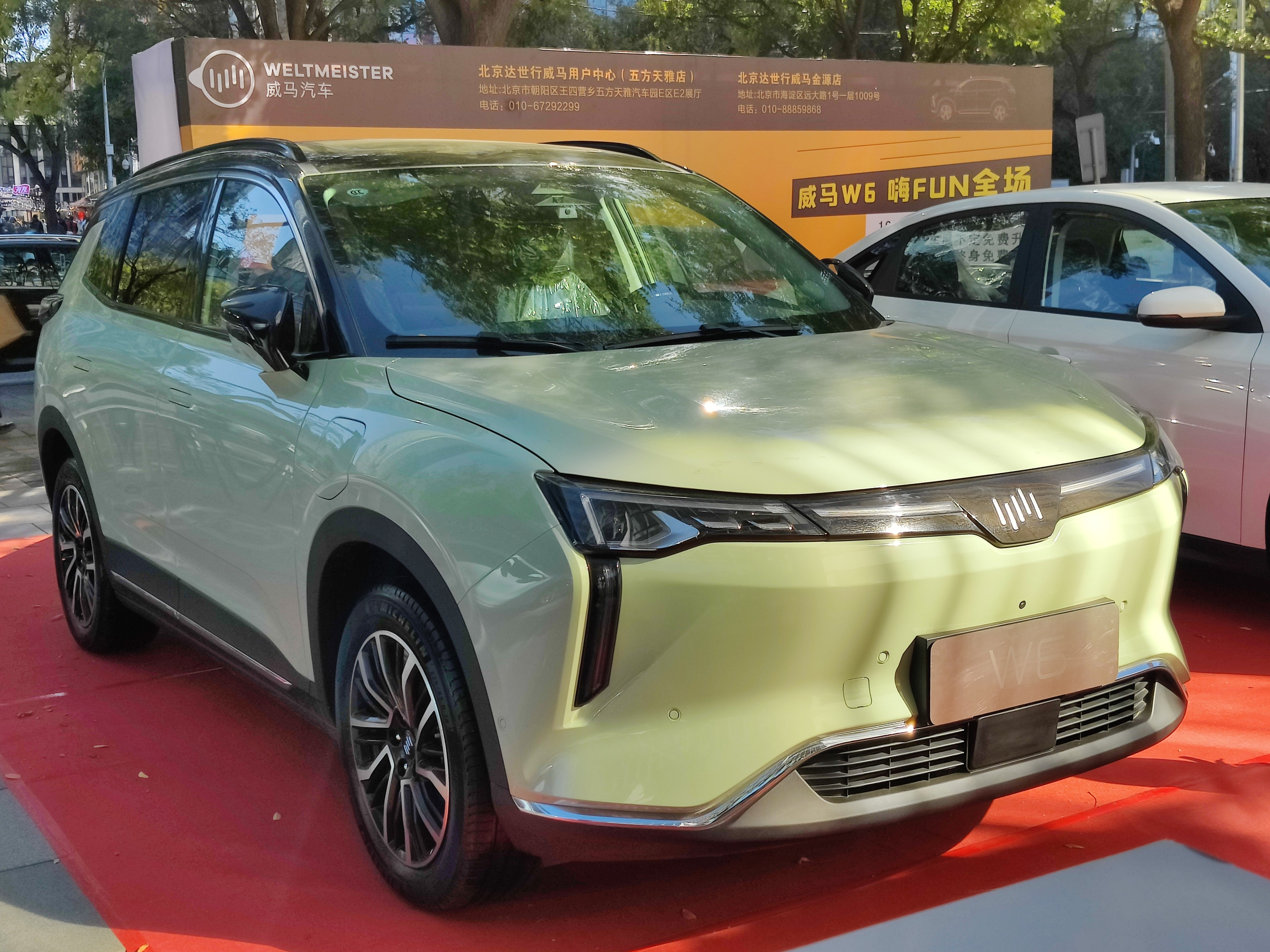
Weltmeister W6 (2021–2022)
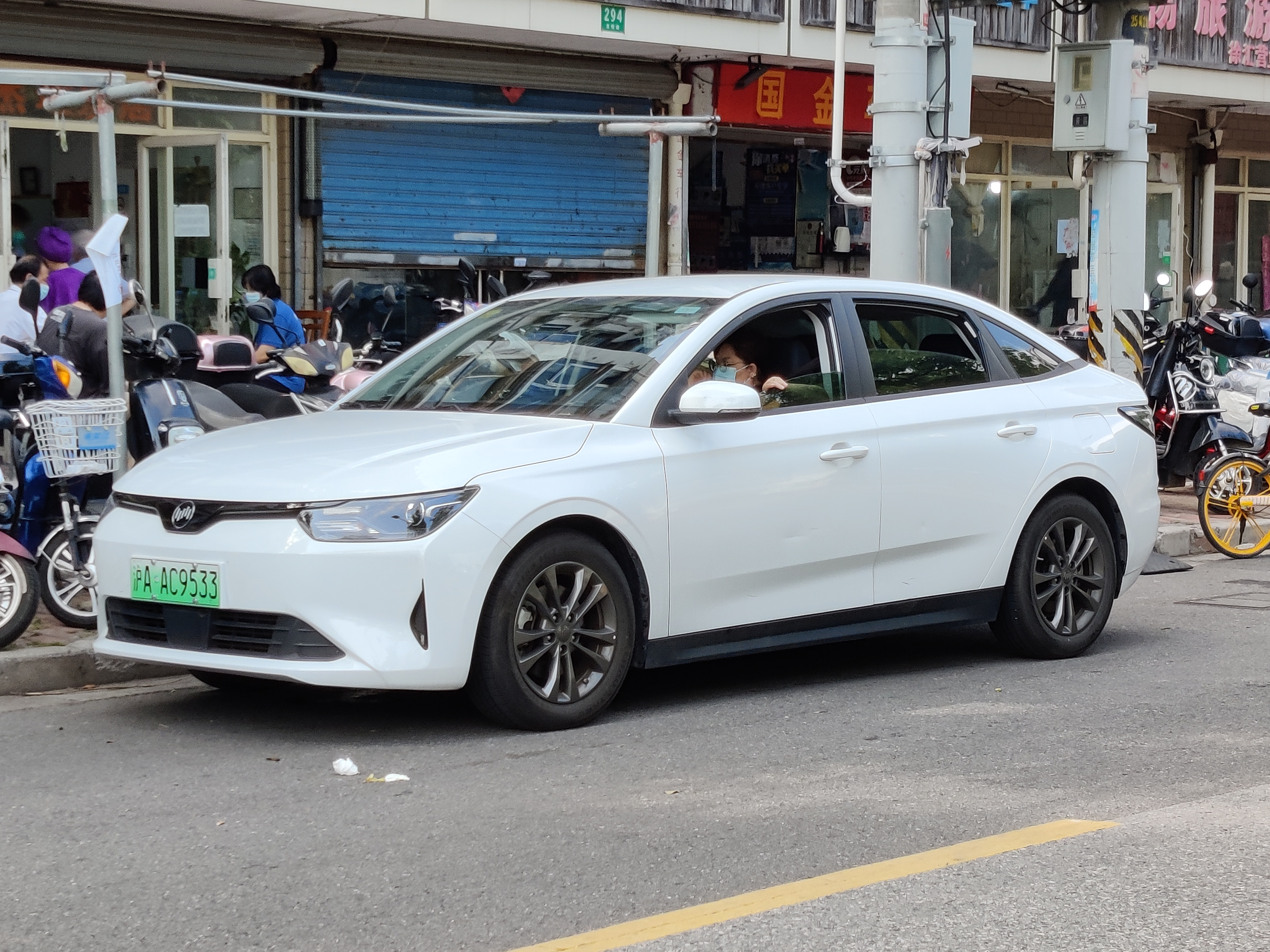
Weltmeister E.5 (2021–2022)

## Verkaufszahlen in China
Zwischen 2019 und 2022 sind in der Volksrepublik China insgesamt 108.535 Neuwagen von Weltmeister verkauft worden. Mit 44.157 Einheiten war 2021 das erfolgreichste Jahr.
| Jahr                             |      |  | Stück  |        |
| 2019                             | 2019 |  | 15.587 | 15.587 |
| 2020                             | 2020 |  | 22.495 | 22.495 |
| 2021                             | 2021 |  | 44.157 | 44.157 |
| 2022                             | 2022 |  | 26.296 | 26.296 |
| Verkaufszahlen in China, Quelle: |      |  |        |        |